# Carl Timmerman
Carl Timmerman (* 15. März 1828 in Rheine; † 22. Mai 1904 ebenda) war Unternehmer und Mitglied des Deutschen Reichstags.

## Leben
Timmerman besuchte das Progymnasium in Rheine und die höhere Bürgerschule in Aachen und hielt sich von 1847 bis 1849 in England zum Studium der Baumwollindustrie auf. Er war Teilhaber der Firma C. Kümpers und Timmerman (Baumwoll-Spinnerei und Weberei), auch bekannt als CKT Rheine. Diese war 1835 von Carl Kümpers und Jan Friedrich Timmerman gegründet worden. Timmerman war auch Stadtverordneter der Stadt Rheine und Kreisdeputierter.
Von 1881 bis 1884 und von 1885 bis 1903 war er Mitglied des Deutschen Reichstags für den Wahlkreis Regierungsbezirk Münster 1 (Tecklenburg, Steinfurt, Ahaus) und die Deutsche Zentrumspartei. Erstmals wurde Timmerman am 15. Dezember 1881 in einer Ersatzwahl in den Reichstag gewählt, da der in den ordentlichen Wahlen gewählte Freiherr von Schorlemer-Alst das Mandat wegen Doppelwahl ablehnte. In der Reichstagswahl 1884 war erneut von Schorlemer-Alst gewählt worden, der jedoch am 14. April 1885 das Mandat aus gesundheitlichen Gründen niederlegte, so dass am 15. Mai 1885 Timmerman erneut in einer Ersatzwahl gewählt wurde. In den folgenden Wahlen wurde Timmerman direkt im ersten Wahlgang als Kandidat der Zentrumspartei aufgestellt und vertrat den Wahlkreis bis 1903 im Reichstag. Bei den Reichstagswahlen 1893 und 1898 wurde ein zweiter Zentrumskandidat vom „Wahlkomitee für die Zentrumslandwirte“ gegen Timmerman nominiert. Kurzfristig war er vom Januar bis Mai 1885 auch Mitglied des Preußischen Abgeordnetenhauses.